# Коваленко Богдан Сергійович
Богда́н Сергі́йович Ковале́нко, псевдо «Геркулес» (2 січня 1998, смт Нова Водолага, Нововодолазький район, Харківська область  — 18 червня 2020, м. Авдіївка, Донецька область) — старший солдат, навідник-оператор 2-го розвідувального взводу 1-го батальйону 54-ї окремої механізованої бригади імені гетьмана Івана Мазепи Збройних сил України, учасник російсько-української війни.

## Із життєпису
У 2013 році закінчив 9 класів Нововодолазької гімназії.
Учасник Антитерористичної операції на сході України та Операції об'єднаних сил на території Луганської та Донецької областей. Призваний за контрактом до лав ЗСУ 28 липня 2017 року. Підготовку проходив у навчальному центрі «Десна».
18 червня 2020 року, о 21:55, отримав поранення внаслідок снайперського обстрілу найманцями Російської Федерації, котре виявилось смертельним — помер дорогою до шпиталю.
Похований 21 червня у Новій Водолазі. Залишились бабуся, батько та вагітна наречена.

## Нагороди та вшанування
- Указом Президента України № 601/2020 від 29 грудня 2020 року «Про відзначення державними нагородами України», за особисту мужність і самовіддані дії, виявлені у захисті державного суверенітету та територіальної цілісності України, нагороджений (посмертно) орденом «За мужність» III ступеня[2].